# 12 березня
12 березня — 71-й день року (72-й у високосні роки) в григоріанському календарі. До кінця року залишається 294 дні.

## Свята і пам'ятні дні

### Міжнародні
- Всесвітній день ананаса.
- Всесвітній день боротьби з кіберцензурою.
- Всесвітній день боротьби з глаукомою.

### Національні
- Маврикій: День незалежності.
- Тайвань: День дерев.

### Релігійні

#### Християнство
Православ'я:
- День пам'яті Святого Теофана Ісповідника.
- День пам'яті Праведника Фінеаса.
- День пам'яті Святого Григорія I Великого.
- День пам'яті Святого Симеона Нового Теолога.

Інші:
- День пам'яті Святого Інокентія I.
- День пам'яті Святого Короля Сербії Стефана Драгутина.
- День народження Святої Джемми Гальгані.
- День пам'яті Святого Алоїзія Оріоне.

#### Ацтекська релігія
- Новий Рік.

### Іменини
✙ Православні: Теофан, Григорій.
✝  Католицькі:

## Події
- 1169 — Розорення Києва — захоплення і розграбування Києва коаліцією з 11 князів.
- 1229 — закінчення VI хрестового походу: згідно з мирним договором між султаном Єгипту аль-Камілем та імператором Священної Римської імперії Фрідріхом II Гогенштауфеном, Єрусалим, Назарет та Вифлеєм передано хрестоносцям в обмін на мир.
- 1241 — монгольські війська на чолі з Субедеєм штурмом оволоділи укріпленим Верецьким перевалом у Карпатах.
- 1365 — герцог Рудольф IV заснував Віденський університет.
- 1496 — євреїв вигнано із Сирії.
- 1622 — Католицька церква канонізувала засновників Ордену єзуїтів, Ігнатія Лойолу та Франциска Ксав'єра.
- 1633 — Король Речі Посполитої Владислав IV затвердив Петра Могилу митрополитом Київським і всієї Русі.
- 1812 — у Каракасі стався землетрус, який знищив місто та забрав життя 20 тисяч осіб.
- 1910 — футбольна збірна Англії розгромила команду Франції з рахунком 20:0. Нападник Дей забив 11 голів.
- 1913 — Канберра стала столицею Австралії.
- 1917 — у Петербурзі відбулася 20-тисячна українська маніфестація під національними прапорами.
- 1928 — під час пленуму ЦК КП(б)У Лазар Каганович оголосив наркома освіти Олександра Шумського лідером «українського буржуазного націоналізму».
- 1930 — Магатма Ґанді з прихильниками виступили в Соляний похід, демонстративно та ненасильницьки порушуючи колоніальну соляну монополію Раджу.
- 1934 — унаслідок державного перевороту в Естонській Республіці в країні було впроваджено авторитарний режим на чолі з Костянтином Пятсом.
- 1938 — війська Гітлера перетнули німецько-австрійський кордон; оголошено «аншлюс» обох держав.
- 1940 — закінчилася радянсько-фінська війна. Фінляндія втратила Карельський перешийок, СРСР не вдалося зробити Фінляндію радянською республікою.
- 1947 — президент США Гаррі Трумен висунув зовнішньополітичну програму («Доктрина Трумена»), згідно з якою Америка готова надавати допомогу усім «вільним народам» проти загрози комунізму; Туреччина та Греція отримували термінову допомогу.
- 1965 — в УРСР студенти Київського університету імені Тараса Шевченка (67 студентів стаціонару зі 125) написали заяву до керівництва університету та Міністерства освіти з вимогою відновити на роботі шанованого ними викладача факультету журналістики Матвія Шестопала, якого звинуватили в українському буржуазному націоналізмі. Серед організаторів заяви були Юрій Пархоменко, Яким Пальчик, Михайло Скорик, Станіслав Усенко. Студентів підтримали київські журналісти та деякі викладачі, зокрема працівник Укррадіо Віктор Полковенко із однодумцями. Вони також написали заяву на підтримку Шестопала, яку адресували в ЦК КПУ як випускники факультету журналістики. Студенти в коридорі, в аудиторіях протестували. Через кілька днів радіо «Свобода» передало інформацію про заворушення студентів-журналістів у Київському університеті. На підписантів листа стали тиснути, щоб вони познімали свої підписи, усіх, хто не погодився, потім відрахували з університету «за поведінку, не гідну радянського студента» — щоправда, з дозволом працевлаштування. Студентів виганяли з університету, а журналістів «опрацьовували» в парткомах. Серед декількох десятків із них тиск витримали лише троє: Віктор Полковенко, Степан Колесник і Володимир Творинський.
- 1968 — Маврикій здобув незалежність.
- 1989 — Тім Бернерс-Лі запропонував глобальний гіпертекстовий проєкт, нині відомий як Всесвітнє павутиння.
- 1992 — Україна встановила дипломатичні відносини з Кубою.
- 1994 — перші 32 жінки ординовані у священики Церкви Англії у Бристольському соборі.
- 1999 — Чехія, Польща та Угорщина вступили до НАТО.
- 2000 — Папа Римський Іван Павло ІІ привселюдно вибачився за гріхи Католицької церкви перед людством.
- 2003 — ВООЗ випустила глобальне оповіщення про спалах коронавірусу SARS-CoV.
- 2010 — відкрилися X Зимові Паралімпійські ігри у Ванкувері (Канада).
- 2020 — в Україні запроваджено карантин через пандемію COVID-19.

## Народились
Дивись також Категорія:Народились 12 березня
- 1386 — Асікаґа Йосімоті, 4-й сьоґун сьоґунату Муроматі.
- 1685 — Джордж Берклі (George Berkeley), англійський філософ, представник суб'єктивного ідеализму, єпископ в Клойні (Ірландія).
- 1710 — Томас Арн, англійський композитор.
- 1728 — Антон Рафаель Менгс, найбільший німецький живописець епохи класицизму.
- 1816 — Олександр Афанасьєв-Чужбинський, український письменник, історик, етнограф.
- 1824 — Густав Роберт Кірхгоф, німецький фізик.
- 1863 — Володимир Вернадський, український вчений, основоположник геохімії, біогеохімії, радіогеології, творець вчення про біосферу, її еволюцію і перетворення під впливом людини в ноосферу (сферу розуму), перший президент Академії наук України.
- 1863 — Габріеле д'Аннунціо, італійський драматург, поет.
- 1881 — Мустафа Кемаль Ататюрк, засновник сучасної турецької держави.
- 1888 — Флоренс Лі, американська актриса німого кіно.
- 1889 — Вацлав Ніжинський, видатний киянин, провідний танцюрист і балетмейстер трупи Сергія Дягілєва, власної трупи в Лондоні.
- 1909 — Пятрас Цвірка, литовський радянський письменник.
- 1914 — Лідія Компанієць, українська поетеса та сценарист.
- 1922 — Джек Керуак, американський письменник, поет, один із засновників і яскравий представник покоління бітників у літературі.
- 1925 — Гаррі Гаррісон, американський письменник-фантаст.
- 1928 — Едвард Олбі, американський драматург, п'ятиразовий лауреат Пулітцерівської премії.
- 1940 — Варфоломій I (Димитріос Архонтоніс; Δημήτριος Αρχοντώνης)), Патріарх Константинопольський.
- 1942 — Юрій Цюпа, письменник, журналіст, головний редактор газети «Хрещатик».
- 1945 — Олександр Скіпальський, генерал, директор Інституту геополітики й економічних досліджень.
- 1946 — Лайза Мінеллі, американська кіноакторка та співачка.
- 1949 — Валерій Матюхін, художній керівник ансамблю «Київська камерата».
- 1956 — Стів Гарріс, ідейний лідер і бас-гітарист гурту «Iron Maiden».

## Померли
Дивись також Категорія:Померли 12 березня
- 1631 — Йов Борецький, письменник-полеміст, київський митрополит, перший ректор Київської братської школи.
- 1870 — Шарль Ксав'є Тома де Кольмар, французький підприємець і винахідник, автор першого комерційного арифмометра.
- 1898 — Федір Піроцький, український інженер, винахідник першого у світі трамваю на електричній тязі.
- 1925 — Аркадій Аверченко, гуморист, письменник, журналіст, видавець.
- 1925 — Сунь Ятсен, китайський революціонер та політичний діяч, найвизначніший засновник Китайської Республіки.
- 1930 — Алоїс Їрасек, чеський письменник.
- 1940 — Луїджі Оріоне, італійський священник, католицький святий.
- 1942 — Вільям Генрі Брегг, англійський фізик, президент Лондонського королівського товариства (1935–1940), основоположник рентгеноструктурного аналізу, лауреат Нобелівської премії 1915 року.
- 1943 — Ґустав Віґеланд, норвезький скульптор, створив Парк скульптур Віґеланда в Осло.
- 1955 — Чарлі Паркер, американський джазовий альт-саксофоніст, засновник стилю бібоп.
- 1966 — Віктор Браунер, румунський та французький живописець, графік, скульптор, містик, езотерик, представник сюрреалізму.
- 1983 — Борис Тен, український поет і перекладач.
- 1999 — Ієгуді Менухін, американо-британський скрипаль і диригент.
- 2000 — Еммануїл Мисько, український скульптор.
- 2003 — Ярослава Стецько, українська політична діячка, журналістка, голова ОУН(б) (1991—2001), перший лідер партії КУН, співорганізатор Червоного Хреста УПА, жіночої мережі і юнацтва ОУН.
- 2010 — Мігель Делібес Сетьєн, іспанський письменник.
- 2015 — Террі Пратчетт, британський письменник, автор гумористичних романів у жанрі фентезі.